# Muñomer del Peco (kommunhuvudort)
Muñomer del Peco är en kommunhuvudort i Spanien.   Den ligger i provinsen Provincia de Ávila och regionen Kastilien och Leon, i den centrala delen av landet, 110 km väster om huvudstaden Madrid. Muñomer del Peco ligger 897 meter över havet och antalet invånare är 121.
Terrängen runt Muñomer del Peco är platt. Runt Muñomer del Peco är det glesbefolkat, med 13 invånare per kvadratkilometer. Närmaste större samhälle är San Pedro del Arroyo, 6,3 km söder om Muñomer del Peco. Trakten runt Muñomer del Peco består till största delen av jordbruksmark.